# De oude grootvader en zijn kleinzoon

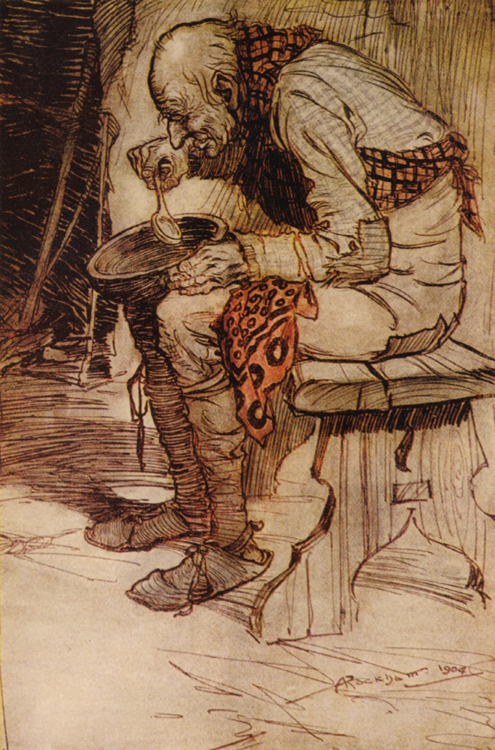
De oude grootvader door Arthur Rackham

De oude grootvader en zijn kleinkind is een sprookje uit Kinder- und Hausmärchen, de verzameling van de gebroeders Grimm, met als nummer KHM78. De oorspronkelijke naam is Der alte Großvater und der Enkel.

## Het verhaal
Een stokoude man is doof, zijn ogen zijn troebel en hij trilt. Als hij eet dan morst hij soep en zijn zoon en diens vrouw walgen hier van. Op een gegeven moment moet de opa achter de haard in een hoekje zitten en zijn eten krijgt hij in een aarden bakje. Bedroefd kijkt hij dan naar de tafel en op een dag valt zijn bakje stuk. De jonge vrouw scheld hem uit en koopt een houten bakje, waar de oude man nu uit eten moet.
Op een dag speelt het vierjarig kind met plankjes op de grond en zijn ouders vragen wat hij aan het doen is. Het jongetje vertelt dat hij een trog maakt, zijn ouders kunnen hier dan uit eten als ze oud geworden zijn. Man en vrouw kijken elkaar aan en beginnen te huilen. De oude grootvader wordt onmiddellijk weer aan de tafel gezet en ze laten hem vanaf dat moment altijd mee-eten, niemand klaagt als hij morst.

## Achtergronden bij het verhaal
- Het sprookje komt uit Heinrich Stillings Jugend (1777) van Johann Heinrich Jung-Stilling.
- Het thema komt voor in middeleeuwse exempelverzamelingen en is zo in de volksliteratuur terechtgekomen.
- Het sprookje heeft dezelfde thematiek als De ondankbare zoon (KHM145).
- Vergelijk De oude Sultan (KHM48) en De engelen van de seizoenen.